# Terrapene carolina
Terrapene carolina, també coneguda com la tortuga de caixa comuna, és una espècie del gènere Terrapene que té sis subespècies. Es troba en tot l'est dels Estats Units i de Mèxic. La closca és de color oliva amb taques grogues en el seu coll. Aquesta espècie de tortuga menja herba, fulles i insectes. En captivitat, menja enciam, molts tipus de baies, i ocasionalment carn picada.
Les tortugues de caixa presenten un plastró articulat (la caixa) que li permet tancar-se completament. La seva mandíbula superior és allargada i corbada. Les femelles dipositen els seus ous a l'estiu. Les tortugues del nord hivernen durant l'hivern.
Les poblacions de tortugues de caixa estan disminuint a causa de la pèrdua d'hàbitat, morts a la carretera i per ser capturades pel tràfic de mascotes. Aquesta espècie està classificada com a vulnerable a les amenaces per a la seva supervivència en la Llista Vermella de la UICN. Tres estats dels Estats Units nomenen subespècies de tortugues de caixa comuna com el seu rèptil oficial.

## Classificació
Terrapene carolina va ser descrita per primera vegada per Linnaeus el 1758. És l'espècie tipus del gènere Terrapene i també té més  subespècies que les altres tres espècies del gènere. La tortuga de caixa comuna, la subespècie de l'est (Terrapene carolina carolina) va ser la que va reconèixer Linnaeus. Les altres cinc subespècies van ser descrites per primera vegada durant el segle xix. També es distingeix una espècie extinta.

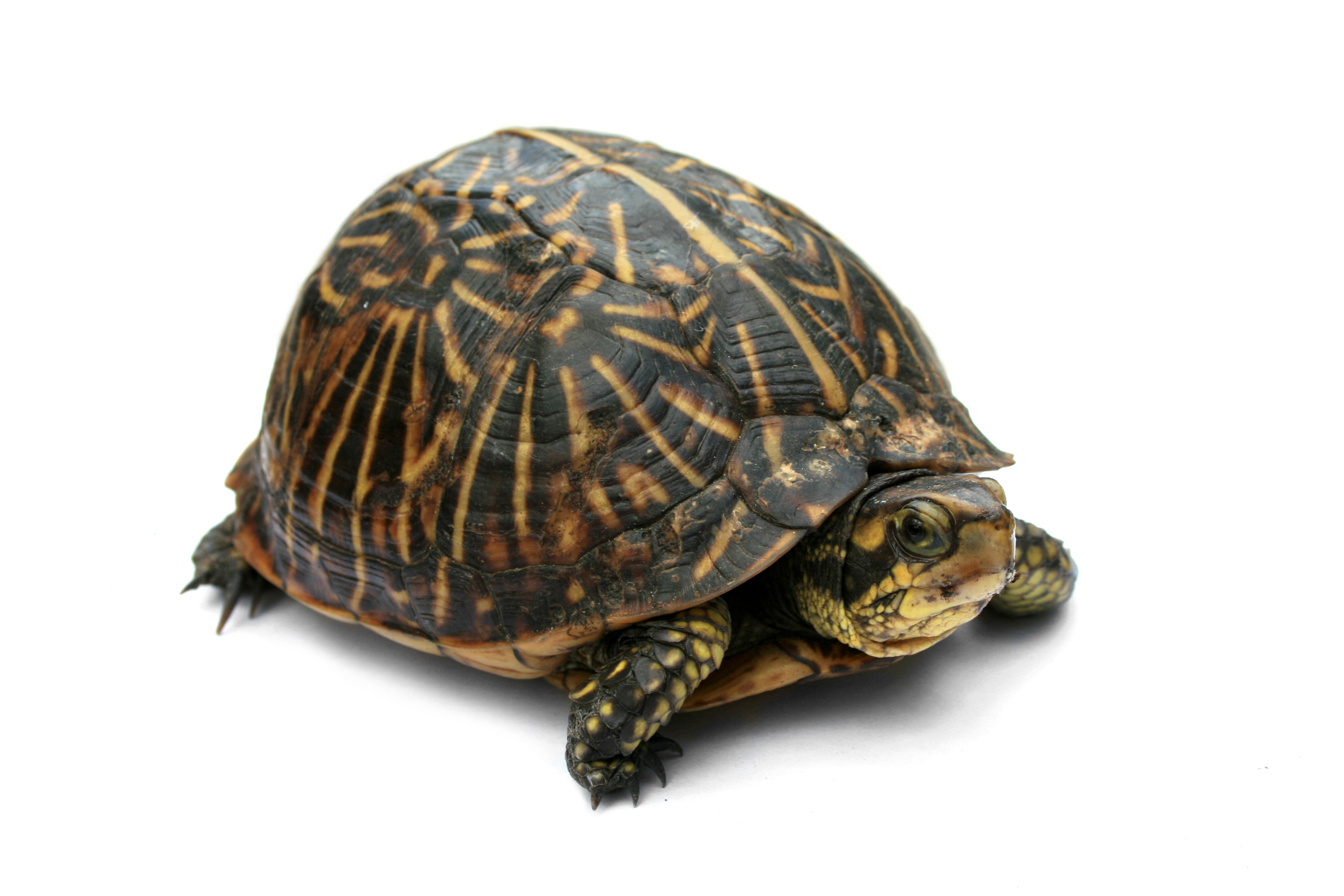
Terrapene carolina bauri.

Subespècies
| País             | Espècie                               | Nom científic                        | Autor    | Any  |
| ---------------- | ------------------------------------- | ------------------------------------ | -------- | ---- |
| Estats Units     | Tortuga de caixa de l'est             | Terrapene carolina carolina          | Linnaeus | 1758 |
| Estats Units     | Tortuga de caixa de Florida           | Terrapene carolina bauri             | Taylor   | 1895 |
| Estats Units     | Tortuga de caixa de la costa del golf | Terrapene carolina major             | Agassiz  | 1857 |
| Estats Units     | Tortuga de caixa de tres dits         | Terrapene carolina triunguis         | Agassiz  | 1857 |
| Mèxic            | Tortuga de caixa mexicana             | Terrapene carolina mexicana          | Gray     | 1849 |
| Amèrica del Nord | (sense nom comú)                      | Terrapene carolina putnami (extinta) |          | 1906 |

## Descripció

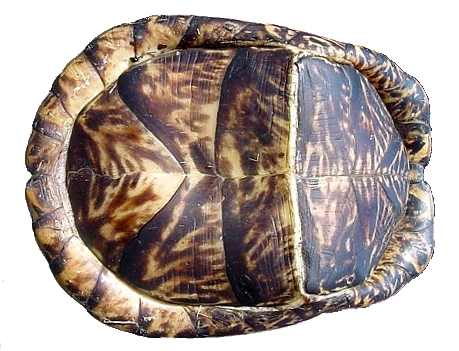
Articulacions del plastró de Terrapene carolina

La tortuga de caixa comuna (Terrapene carolina) és anomenada així gràcies a l'estructura de la seva closca que consisteix d'una part dorsal en forma de dom i un plastró (part ventral) gran i articulat que li permet a la tortuga tancar la closca de manera que el seu cap i les extremitats queden assegurades dins d'una caixa resistent. La closca és de color cafè, sovint adornada amb un patró variable de línies, punts, barres o taques de tons groguencs fins a ataronjats. El plastró és de color cafè fosc i pot ser de to uniforme o presentar taques més fosques.
La tortuga de caixa comuna té un cap petit a mitjà i una mandíbula superior en forma de ganxo que les caracteritza. La majoria dels mascles adults de les tortugues de caixa tenen l'iris dels ulls de color vermell, mentre que els de les femelles són de color cafè groguenc. Els mascles també difereixen de les femelles perquè les ungles de les seves potes posteriors són més curtes, robustes i corbes, i perquè la seva cua és més llarga i gruixuda.
Hi ha sis subespècies vivents de Terrapene carolina que difereixen lleugerament en la seva aparença, per exemple en la coloració del closca i els seus patrons, i la presència de tres o quatre dits en cada pota posterior. La subespècie Terrapene carolina triunguis és particularment distingible perquè la majoria dels mascles tenen el cap de color vermell brillant.

## Distribució
Les tortugues de caixa comunes habiten en boscos oberts, prats pantanosos, planes fluvials, matolls i pastures amb arbusts. Es troben en gran part de l'est dels Estats Units, des de Maine i Michigan fins a l'est de Texas i el sud de Florida, i també es troben a la costa del Golf de Mèxic i la Península de Yucatán a Mèxic. El rang de distribució de l'espècie no és continu, ja que les dues subespècies mexicanes T. c. mexicana (tortuga de caixa mexicana) i T. c. yucatana (tortuga de caixa de Yucatán) estan separades de les subespècies dels Estats Units per un espai a l'oest de Texas. Tres de les subespècies dels Estats Units: T. c. carolina (tortuga de caixa de l'est), T. c. major (tortuga de caixa de la costa del golf) i T. c. bauri (tortuga de caixa de Florida) habiten més o menys en les àrees que els seus noms indiquen. T. c. triunguis (tortuga de caixa de tres dits) es troba al centre dels Estats Units.
| Tortuga de caixa de l'est Terrapene carolina carolina | Tortuga de caixa de Florida T. c. bauri  | Tortuga de caixa de la costa del golf T. c. major |
| ----------------------------------------------------- | ---------------------------------------- | ------------------------------------------------- |
| Tortuga de caixa de l'est                             | Tortuga de caixa de Florida              | Tortuga de caixa de la costa del golf             |
| Tortuga de caixa de tres dits T. c. triunguis         | Tortuga de caixa mexicana T. c. mexicana | Tortuga de caixa de Yucatán T. c. yucatana        |
| Tortuga de caixa de tres dits                         | Tortuga de caixa mexicana                | Tortuga de caixa de Yucatán                       |

## Comportament

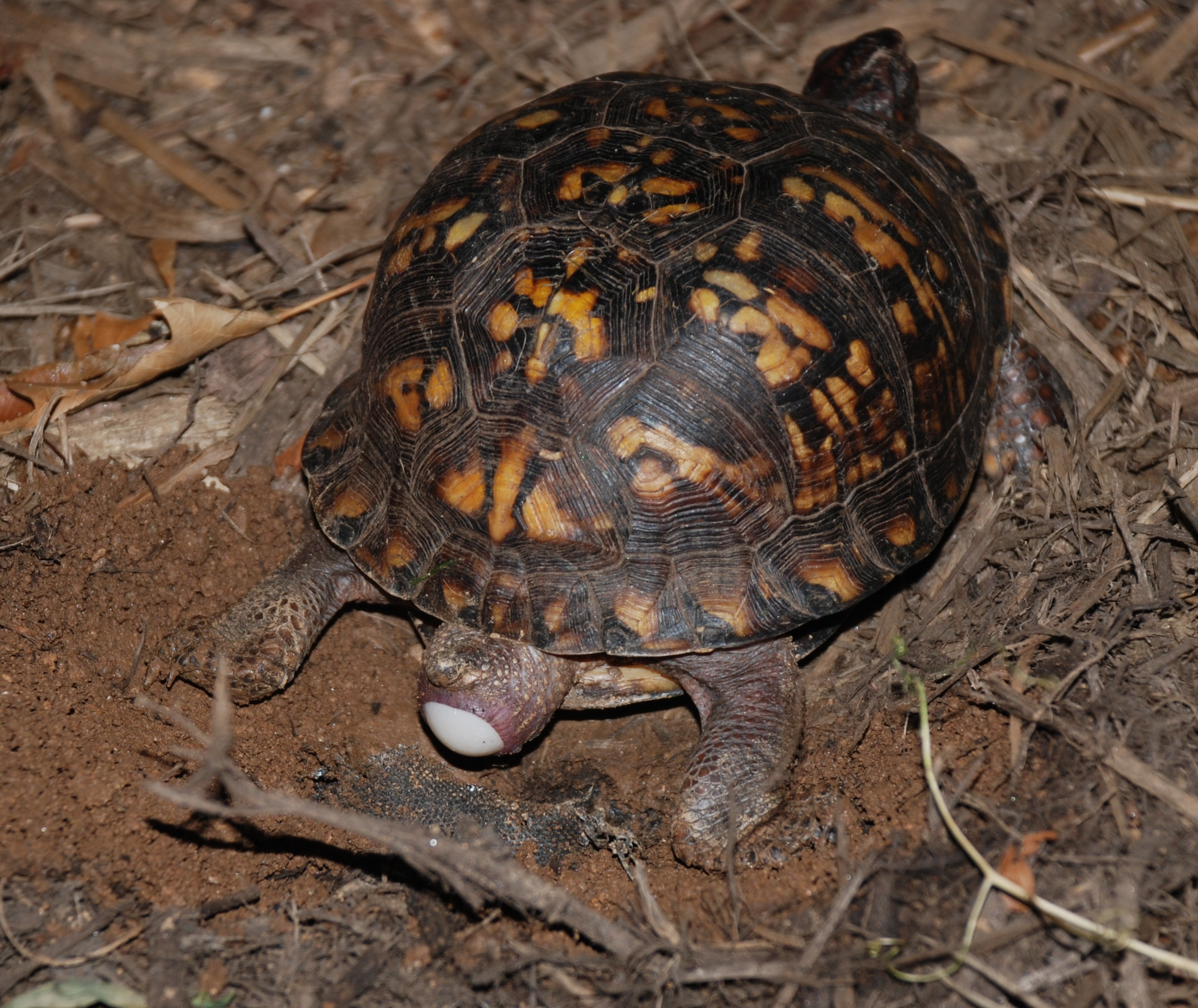
Femella dipositant els seus ous

Les tortugues de caixa comunes són rèptils predominantment terrestres que sovint es deixen veure a les primeres hores del dia o després de la pluja, quan surten dels seus refugis a la fullaraca, troncs o caus de mamífers, per alimentar-se. Aquestes tortugues tenen una dieta altament variada, composta per animals i vegetals, incloent cucs, llimacs, insectes, baies silvestres i algunes vegades fins i tot carronya.
En els mesos càlids de l'estiu les tortugues de caixa comunes es veuen amb més freqüència a prop de les vores dels pantans o dels aiguamolls, possiblement en un esforç per mantenir-se fresques. Quan la temperatura corporal de les tortugues de caixa comunes és a prop dels 32 °C, s'empastifen de saliva sobre les potes i el cap, per refrescar-se quan la saliva s'evapori. De manera similar, la tortuga pot orinar sobre les seves potes posteriors per refredar les parts del cos que no és capaç de cobrir amb saliva.
L'aparellament en les tortugues de caixa comunes usualment es dona durant la primavera, comença amb una fase en què el mascle envolta, mossega i empeny a la femella. Després d'algunes empentes i mossegades a la closca, els mascles s'agafen a la part posterior de la closca de la femella recolzant-se sobre les seves potes posteriors per poder inclinar-se en posició gairebé vertical, i aparellar-se amb la femella. Sorprenentment, les tortugues de caixa comunes femelles poden emmagatzemar esperma fins a quatre anys després de l'aparellament i, per tant, no necessiten aparellar-se cada any.
Durant els mesos de maig a juliol les femelles dipositen entre 1-11 ous en un niu en forma de flascó que excaven en una zona de sorra o terra argilosa. Després de 70 a 80 dies d'incubació, els ous es desclouen i les noves cries emergeixen del niu a finals d'estiu. En les àrees al nord del rang de distribució les tortugues de caixa comunes entren en període d'hibernació a l'octubre o al novembre, amagant-se en terra solta, sorra, matèria vegetal o fang en el fons de rius i estanys, o poden utilitzar caus de mamífers, romanent en el seu refugi fins que el fred hivern hagi passat.

## Conservació
Encara que la tortuga de caixa comuna té un rang ampli de distribució i va ser considerada comuna en una època, moltes poblacions estan disminuint com a resultat de diferents amenaces. El desenvolupament agrícola i urbà destrueixen els seus hàbitats mentre el maneig d'incendis humans els degraden. El desenvolupament ha portat una amenaça addicional amb l'augment de les infraestructures, provocant que les tortugues siguin sovint atropellades en camins i carreteres. Les captures per al tràfic internacional de mascotes també tenen impacte en les poblacions en algunes àrees. Les característiques de la història natural de la tortuga de caixa comuna (alta longevitat i taxa reproductiva lenta) la fan particularment vulnerable a aquestes amenaces. La tortuga de caixa comuna es classifica llavors com a Espècie vulnerable en la Llista Vermella de la UICN. La tortuga de caixa comuna també és llistada en l'apèndix II de la Convenció sobre el Tràfic Internacional d'espècies en perill (CITES), el que significa que el tàfic internacional d'aquesta espècie ha de ser monitorat acuradament per assegurar que és compatible amb la supervivència de l'espècie.
Aquesta espècie també es troba en diverses àrees protegides, algunes de les quals són prou grans per protegir les poblacions de les amenaces del desenvolupament, mentre també es pot trobar a la Reserva de la Biosfera Sierra del Abra Tanchipa de Mèxic. Recomanacions per a la conservació de les tortugues de caixa comunes inclouen establir pràctiques de maneig durant els desenvolupaments urbans en zones que se solapen amb les àrees de distribució d'aquesta espècie, així com futures investigacions sobre la seva història de vida i que monitorarà les seves poblacions.

## Rèptils estatals
La tortuga és un model de paciència per a la humanitat i un símbol de la persecució implacable de metes grans i nobles.
Les tortugues de caixa comunes són el rèptils estatals oficials de tres estats dels Estats Units: Carolina del Nord i Tennessee honoren la tortuga de caixa de l'est, mentre que Missouri nòmina a la tortuga de caixa de tres dits.
A Pennsilvània la tortuga de caixa de l'est va passar en una de les Cambres de la Legislatura, però no va aconseguir guanyar el nomenament final el 2009. A Virgínia projectes de llei per honrar la tortuga de caixa de l'est van fracassar el 1999 i després el 2009. En el fracàs més recent, un legislador republicà va criticar a aquests animals per amagar-se covardament en la seva closca, però el principal problema a Virgínia va ser que l'espècie era estretament vinculada al veí estat de Carolina del Nord.